# Bågaskär
Bågaskär, bestående av Låga Bågaskär och Höga Bågaskär med Bågaskärsklobben i norr sammanbunden med en kort vägbank är en ö i Ingå i Finska viken i Finland.
Öns areal är 21 hektar och dess största längd är 1 kilometer i sydväst-nordöstlig riktning. Ön höjer sig omkring 20 meter över havsytan.
En lotsuppassningsstuga uppfördes på Bågaskär 1857. Det togs sedan i besittning av de ryska marinmyndigheterna och tjänade under första världskriget som observationspunkt. Under Vinterkriget upprättades en bevakningsstation vars manskap omfattade cirka 45 reservister på Bågaskär. Ön var även eldledningsplats för fästningen på Makilo. Den 4─5 juli, då Fortsättningskriget nyss brutit ut, angreps Bågaskär i flera omgångar av ryska jaktplan, som ville komma åt fyrskeppet Helsinki och två minsvepare som låg vid den befästa ön. En av minsveparna blev vrak och Helsinki blev svårt skadat. Den 12 december 1944 gick två tyska jagare på egna minor i Finska viken utanför Bågaskär, varvid flera hundra man omkom.
En sjöbevakningsstation inrättades på Bågaskär 1944 och en meteorologisk station 1955.
Sjöbevakningsstationen drogs in 2006.

## Bågaskärs verksamhetscenter
Finlands Sjöräddningssällskap tecknade ett arrendekontrakt på 30 år och placerade egna båtar och en del av sin utbildning där. En kurscentral med lokaliteter för bland annat utbildning och inkvartering invigdes 2009.